# Železnice
Železnice (deutsch Eisenstadtel) ist eine Stadt in der Region Královéhradecký kraj in Tschechien mit 1.066 Einwohnern. Sie liegt fünf Kilometer nördlich der Stadt Jičín. In der Umgebung befinden sich große Moorgebiete.

## Geschichte

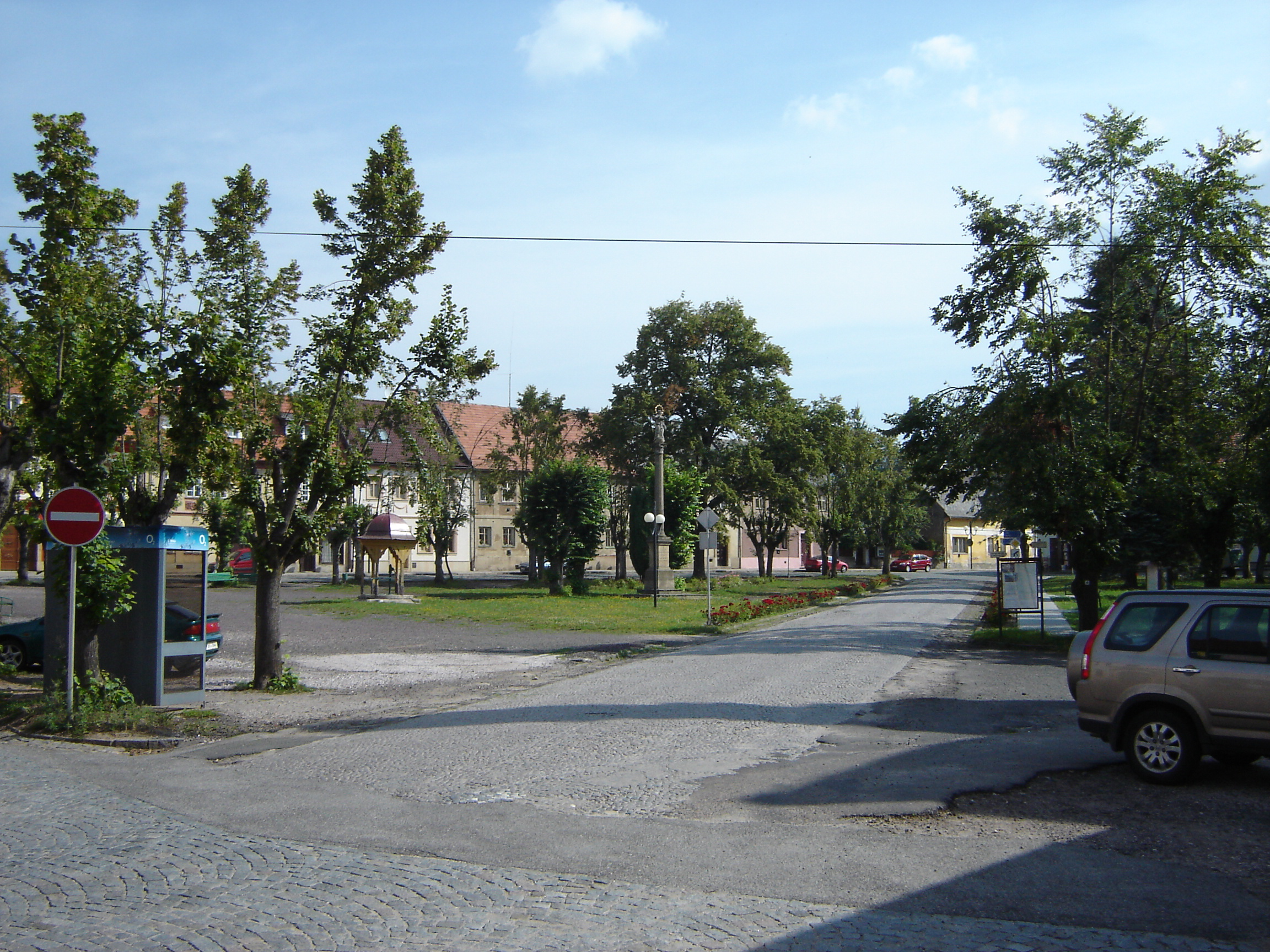
Ortsmitte von Železnice

1320 wurde der Ort erstmals urkundlich erwähnt. Seit dem 23. Januar 2007 besitzt er Stadtrechte.

## Sehenswürdigkeiten
- Historisch interessantes, denkmalgeschütztes, empiristisches Stadtbild
- Romanischer Kirchturm
- Barockkirche

## Ortsgliederung
Zur Stadt Železnice gehören die Ortsteile Březka (Bscheska), Cidlina (Zidlina), Doubravice (Doubrawitz), Pekloves (Peklowes), Těšín (Tieschin) und Zámezí (Sames).